# 미모 (가수)
미모( 5월 1일 ~ )는 대한민국의 가수, 작곡가다. 2013년 싱글 앨범 [내 마음은 그래요]로 데뷔했다.

## 방송
- 글로벌 슈퍼 아이돌 (2012)
- 박현준의 라디오가가 고정(2022)
- 고속열차 SRT 안전수칙 모델

## 음반
- 내 마음은 그래요 (2013)
- 주문 (2013)
- Blue Moon (2014)
- SOS (2014)
- bright #4 (2015)
- Love Set (2016)
- Right Here (2016)
- 별 빛 비행 (2018)
- 떨림 (2021)

## 피처링
- 램즈 <겨울 편지> (2016)